# Kurihalli Kaval, Chiknayakanhalli
Kurihalli Kaval là một làng thuộc tehsil Chiknayakanhalli, huyện Tumkur, bang Karnataka, Ấn Độ.